# Trådål
Trådål (Nemichthys scolopaceus) är en ålliknande fisk som hör till familjen skärfläcksålar (även kallade snäppålar). Den blir upp till 130 centimeter lång och har säregna näbbliknande käkar. Arten är djuphavslevande och förekommer ner till 2 000 meters djup.

## Kännetecken
Trådålen har en slank, ålliknande kropp och kan bli upp till 130 centimeter lång, även om den oftast inte blir riktigt så lång. Den sista delen av kroppen är mycket lång och tunn, närmast trådliknade. Kroppen är mer eller mindre pigmenterad, grå eller mörkt brun, undersidan är ofta lite mörkare.
Ryggfenan och analfenan är långsträcka. Någon synlig stjärtfena finns inte utan denna är sammanvuxen med ryggfenan och analfenan. På analfenan och bröstfenorna kan fenspetsarna vara nästan svarta. Bröstfenorna är små. En ovanlig egenhet hos trådålen är att anus är belägen nedanför bröstfenorna.  
De säregna näbbliknande käkarna är tunna och spetsiga och försedda med små, krokliknande tänder. Den övre käken är något längre än den undre käken och käkarna är ytterst böjda från varandra och trådålen kan inte sluta käkarna helt. 
Hos könsmogna hanar är näsöppningarna stora och rörlika och deras käkar tillbakabildas delvis och blir kortare.

## Utbredning
Trådålen förekommer världen över i tropiska och tempererade hav. Den finns i Stilla havet, Indiska oceanen och Atlanten samt i västra Medelhavet. I Atlanten har arten påträffats så långt norrut som i vattnen omkring Island. Den har hittats i Skagerack.

## Levnadssätt
Trådålen är djuphavslevande och lever pelagiskt, det vill säga i den fria vattenmassan. Den förekommer ner till åtminstone 2 000 meters djup. Vanligen lever den på mellan 400 och 1 000 meters djup. I de nordligaste delarna av utbredningsområdet återfinns den från cirka 100 meter djup. 
Födan består av små kräftdjur som fångas genom att käkarna hålls öppna och sveps genom vattnet samtidigt som trådålen simmar.
Fortplantningen sker genom yttre befruktning. Ålynglen, som i tidiga stadium kallas leptocephaluslarver, är pelagiska. De liknar inte alls de vuxna trådålarna, utan har en lövlik form. Leptocephaluslarverna kan nå en längd på upp mot 26 centimeter, innan de börjar likna vuxna trådålar.